# Tr1
Паровоз Tr1 (фин. Tavarajunaveturi — товарный локомотив, raskas  — тяжёлый; до 1942 — R1; прозвище — Risto (Ристо) — в честь политика Ристо Рюти) — серия финских грузовых паровозов типа 1-4-1. Выпускались двумя финскими заводами Tampella (33 шт) и Lokomo (14 шт), а также немецким Jung (20 шт) с 1940 по 1957 гг. По конструкции схожи с пассажирскими паровозами типа 2-3-1 серии Hr1 / Ukko-Pekka (назван в честь политика Пер Свинхувуда (основное отличие — в числе движущих колёс и их диаметрах). Предназначались для вождения тяжёлых грузовых поездов, но нередко водили и пассажирские экспрессы.
Последние 4 паровоза были выпущены с роликовыми подшипниками.

## Сохранившиеся паровозы
- 1030, 1051, 1055, 1057, 1067, 1071, 1082, 1087, 1092—1095 — Хаапамяки
- 1033, 1096 — Финский железнодорожный музей
- 1037 — Курикка
- 1047 — Лахти
- 1060, 1077 — Эссекс, Англия
- 1074 — Мунсала
- 1088 — Тампере